# Liste der Bodendenkmäler in Emmering (Landkreis Ebersberg)
Auf dieser Seite sind die Bodendenkmäler in der oberbayerischen Gemeinde Emmering zusammengestellt. Diese Tabelle ist eine Teilliste der Liste der Bodendenkmäler in Bayern. Grundlage ist die Bayerische Denkmalliste, die auf Basis des Bayerischen Denkmalschutzgesetzes vom 1. Oktober 1973 erstmals erstellt wurde und seither durch das Bayerische Landesamt für Denkmalpflege geführt wird. Die folgenden Angaben ersetzen nicht die rechtsverbindliche Auskunft der Denkmalschutzbehörde.

## Bodendenkmäler in Emmering
| Lage                    | Objekt | Akten-Nr.     | Bild |
| ----------------------- | --- | ------------- | ---- |
| (Standort)              | Abgegangene Kirche der frühen Neuzeit (Filialkirche St. Franziskus bei Mühlberg).                                                                        | D-1-7938-0169 |      |
| Schloßweg 5 (Standort)  | Untertägige spätmittelalterliche und frühneuzeitliche Befunde im Bereich von Schloss Hirschbichl und seiner Vorgängerbauten.                             | D-1-7938-0170 |      |
| (Standort)              | Körpergräber des frühen Mittelalters. | D-1-8038-0036 |      |
| (Standort)              | Niederungsburgstall des Mittelalters und der frühen Neuzeit (Burgstall Schalldorf).                                                                      | D-1-8038-0037 |      |
| Kirchenweg 5 (Standort) | Untertägige mittelalterliche und frühneuzeitliche Befunde im Bereich der katholischen Pfarrkirche St. Pankratius in Emmering und ihrer Vorgängerbauten.  | D-1-8038-0126 |      |
| (Standort)              | Hofwüstung des späten Mittelalters und der frühen Neuzeit (Röllnreith).                                                                                  | D-1-8038-0140 |      |
| (Standort)              | Untertägige mittelalterliche und frühneuzeitliche Befunde im Bereich der katholischen Filialkirche St. Peter und Paul in Kronau und ihres Vorgängerbaus. | D-1-8038-0143 |      |